# Ma Bufang

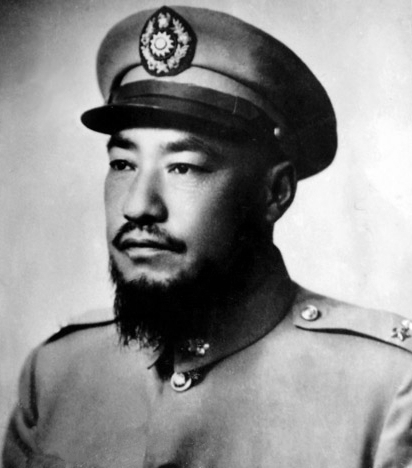
Ma Bufang

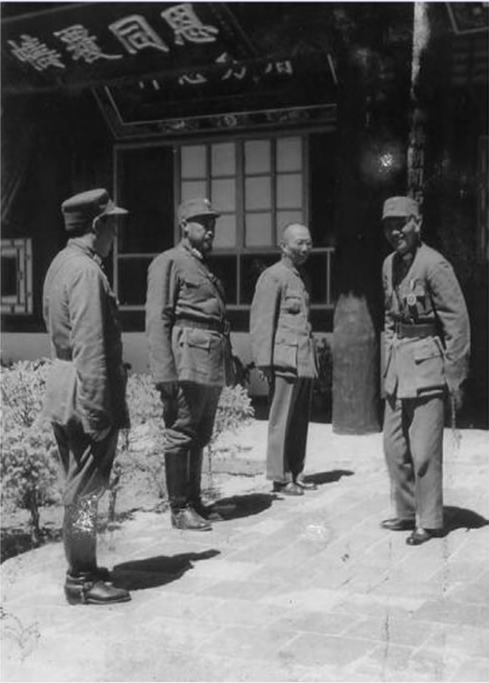
Ma Bufang (2. von links) zusammen mit Ma Buqing (links) und Chiang Kai-shek (rechts) im August 1942

Ma Bufang (chinesisch 馬步芳, * 1903; † 1975) war einer der chinesischen Warlords, die in der Zeit der Republik unter der Herrschaft der Nationalpartei Guomindang als Gouverneure mehr oder weniger selbständig und mit eigener Hausmacht über Provinzen oder Teilgebiete Innerchinas herrschten.

## Wirkung
Ma Bufang war der muslimisch-chinesische Hui-Gouverneur von Qinghai, das im tibetanischen Kulturraum auch Amdo genannt wurde. Wegen der Ansprüche der tibetischen Machthaber in Kham geriet er mit jenen in Konflikt. Weitere Auseinandersetzungen gab es mit Liu Wenhui, der über die südöstlich gelegene Nachbarprovinz Sichuan herrschte. 
Ma Bufang unterstützte in seinem Herrschaftsgebiet die Bewegung der Yihewani, die seinerzeit den Muslimbrüdern nahestand.
1936/1937 befehligte Ma Truppen, die einen Vorstoß der chinesischen Roten Armee abwehrten. Diese hatten versucht, den Gansu-Korridor nach Xinjiang zu erobern.
Im chinesisch-japanischen Krieg kämpften seine Truppen an der Seite Chiang Kai-sheks. Nach Kriegsende lebte er überwiegend in muslimisch-arabischen Ländern und war von 1957 bis 1961 Botschafter der Republik China in Saudi-Arabien.